# Karl Bopp (matematikhistoriker)
Karl Bopp, född den 28 mars 1877 i Rastatt, död den 5 december 1934 i Heidelberg, var en tysk matematikhistoriker.
Bopp, som var son till en läkare, studerade från 1895 i Strassburg och Heidelberg under bland andra Moritz Cantor. År 1902 promoverades han under Cantor (och Leo Koenigsberger), varvid dissertationen behandlade Antoine Arnauld. Han habiliterade sig 1906 med ett arbete över kägelsnittet hos Gregorius a Sancto Vincentio och blev 1915 extra ordinarie professor i Heidelberg, men kunde på grund av sitt deltagande i första världskriget tillträda professuren först 1919. Som efterträdare till Cantor undervisade han där i matematikens historia, politisk aritmetik och försäkringsväsen. Bopps specialområde var forskning kring Johann Heinrich Lambert. Han utgav Lamberts månadsbok, dennes brevväxling med Leonhard Euler och Abraham Gotthelf Kästner samt dennes filosofiska skrifter. Bopp författade arbeten över de elliptiska funktionernas historia och publicerade ett verk av Nicolas Fatio de Duillier kring gravitationen. Han handledde 15 doktorander.